# جورج نياغو
جورج نياغو (بالرومانية: George Neagu)‏ هو لاعب كرة قدم روماني في مركز الدفاع، ولد في 24 أبريل 1985 في Orăștie ‏ في رومانيا. لعب مع ACS Minerul Lupeni ‏.

## وصلات خارجية
- جورج نياغو على موقع قاعدة بيانات كرة القدم.إي يو (الإنجليزية)
- جورج نياغو على موقع Soccerway.com (الإنجليزية)